# 야나기가우라 고등학교
야나기우라고등학교 (柳ヶ浦高等学校, Yanagigaura High School)는 오이타현 우사시에 있는 일본 사립 고등학교이다. 2020년에 창립 110주년을 맞이한 유서 깊은 고등학교이다.
현지에서는 "야나코우" "야나기" 애칭으로 불리는 전국적인 스포츠 명문 고등학교이다.

## 개요
학교법인 요시모치 학원에 의해 설치된 고등학교
축구 야구 등의 스포츠 활동에서 전국적으로 알려져 있는 스포츠 명문 고등학교이다.
그리고, 가까운 이웃인 후쿠오카현등 주변에서 통학하는 학생도 많다.
현 외의 학생은 학교내의 기숙사에서 생활하고 학업스포츠에 힘쓴다.
간호학과, 보통과 2학과 설치
간호학과는 큐슈에서 최고의 역사를 가진 학교 중 하나다. 5년제 일관 교육제도를 받게 되고, 의료에 종사하기 위한 사람으로 교육하는 데에 중점을 두고 교육하는 것으로 유명하다.
보통과 내에 신설된 인터내셔널코스는 유학생 대상의 일본어수업도 있고, 국제성을 중시한 교육을 실시하고 있다. 대한민국에서의 유학생도 재학하고 있으며, 유학생으로써의 교류행사도 행해지고 있다.
관광자원이 풍부하고 국제교류가 넘치는 오이타 현에 위치한다. 넓은 우사히라노중심부에 있으며, 역사와 문화재, 아름다운 자연의 환경에서 학교생활을 보낼 수 있다.

## 연혁
- 1910년 - 야나기가우라 재봉 여학교로 설립
- 1924년 - 야나기가우라고등 기예 학교로 개칭
- 1941년 - 야나기가우라고등 여학교로 개칭
- 1945년 - 우사 공습에 의해 소실 폐교
- 1948년 - 학제 개혁 에 의해, 현재 위치에 야나기가우라 여자 고등학교로 재건 (구 우사 해군 항공대 부지의 일부)
- 1951년 - 학교법인 요시모치 학원으로 조직 변경
- 1966년 - 남녀 공학 화하고 야나기가우라고등학교로  교명 변경, 위생 간호과 설치
- 1983년 - 위생 간호 전공과를 설치
- 2002년 - 간호학과를 설치
- 2020년 - 인터내셔널 코스를 설치

## 학과
- 보통학과
  - 체육 진학 코스
  - 보통일반 코스 (내국인)
  - 인터내셔널 코스 (유학생 및 귀국 자녀)
- 간호학과 (5년제)

## 교육 목표
교육 이념
1. 각 과 각각 특색있는 교육의 진로 추진에 힘쓴다.
2. 각 학생이 가지고 있는 능력을 적극적으로 끌어내고, 개화시킨다.
3. 교사와 학생의 인간적 접점을 소중히 하고, 풍부한 인간성의 성장을 도모한다.
4. 기초, 기본의 학력을 충실히 시키고 지적 탐구심의 불러일으키도록 도모한다.
5. 생생한 집단활동을 조직하면서, 폭 넓은 사교성, 자립성을 몸에 익힌다.

교육 특색
1. 종합적인 자습시간의 선도적인 대처
2. 고교생의 유치원생의 다른 연대 교류
3. 실제 사회에서의 봉사활동 교육 추진
4. 개개인을 소중히 하는 이해하는 수업을 추진
5. 학습형태의 연구와 섬세한 지도를 철저히 함
6. 부활동의 활성화
7. 섬세한 진로지도로 희망진로 달성

## 유니폼
- 남자
  - 동복 : 브라운자켓, 회색 팬츠, 긴팔셔츠, 넥타이, 그레이 베스트
  - 하복 : 반팔와이셔츠, 회색 팬츠
- 여자
  - 동복 : 브라운자켓, 체크스커트, 긴팔셔츠, 리본, 그레이 베스트
  - 하복 : 반팔블라우스, 체크스커트

## 부활동
운동부
남자야구, 남자축구, 여자축구, 유도, 검도, 육상, 농구, 카라테, 골프
문화부
브라스밴드, 인터액트
동호회
배구, 치어걸, 요리, 영어 회화, 변론, 일러스트, 꽃꽂이, 서예, 사진

## 입시
- 운동이 특기인 학생들이 입시하기 유리하다.
- 일본외 거주자는 야나기가우라 고등학교 한국사무소 지정장소에서 온라인 혹은 오프라인으로 시험을 치를 수 있다.

## 졸업생 저명 인사
- 야마시타 카즈히코 (전 프로 야구 선수)
- 기요하라 유이치 (전 프로 야구 선수)
- 야마모토 다이키 (전 프로 야구 선수)
- 오카모토 카츠노리 (전 프로 야구 선수)
- 와키야 료타 (전 프로 야구 선수)
- 키라 도시노리 (전 프로 야구 선수)
- 야마구치 슌 (프로 야구 선수)
- 다나카 에이토 (프로 야구 선수)
- 이쿠타 츠토무 (대학 야구 일본 대표 감독, 아시아대학 경식 야구부 감독)
- 김상우 (프로 축구 선수)
- 후지모토 요헤이 (사회인 축구 선수)
- 야노 미노루 (사회인 축구 선수)
- 니부야 카즈히로 (풋살 선수)
- 김현범 (프로 축구 선수)
- 마츠다 하루나 (프로 축구 선수)
- 오노다 마사히토	(프로 축구 선수)
- 후지사와 타쿠토	(전 프로 야구 선수)
- 임성수 (전 프로 야구 선수)

## 통학 수단 등
가장 가까운 기차역 등
- JR 닛포 본선 야나기가우라역 (도보15분)
- 오이타 교통 버스 야나기가우라 고교 앞 정류장

자가용
오이타공항, 기타규슈 공항 (차로 60분)
후쿠오카 공항 (차로 110분)

## 인근 시설
우사 신궁, 큐슈 자연 동물 공원 아프리칸 사파리
벳푸, 유후인, 나카츠 야바계곡, 분고 타카다 쇼와 마을
- 오이타현 고등학교 목록
- 일본 간호에 관한 학과 설치 고등학교 목록